# Josef Hügi
Josef "Seppe" Hügi (Riehen, 1930. január 23. – Bázel, 1995. április 16.) svájci válogatott labdarúgó.

## Pályafutása
Az 1954-es világbajnokságon hat gólt szerzett, ezzel máig ő a svájci válogatott vb-gólrekordere. Az FC Baselben 14 év alatt szerzett 244 gólja is rekord, ő a klub történetének legeredményesebb játékosa, 320 pályáralépése pedig a második legtöbb a klub történetében.
1953-ban az FC Basel, 1963-ban az FC Zürich színeiben nyert svájci bajnoki címet. 1952-ben, 1953-ban és 1954-ben a svájci élvonal gólkirálya volt.